# Arroyo de Valnegral
El arroyo de Valnegral fue un manantial afluente del arroyo de la Fuente Castellana, tributario del río Manzanares (y este, a su vez, del Jarama, en la cuenca hidrográfica del río Tajo), soterrado progresivamente desde el siglo xvi, en la ciudad de Madrid, España. A menudo se confunde con dos de los más antiguos viajes de agua de Madrid, el Alto y el Bajo Abroñigal.
El manantial del Valnegral ha quedado asociado al primitivo «qanat» cristiano-musulmán que se conocería como “viaje del Alto Abroñigal”, cuyo sobrante del «arca principal de Madrid» desaguaba en la vega del arroyo de la Fuente Castellana, «junto a la puerta de los Religiosos Recoletos Agustinos», a la altura del actual paseo de Recoletos.
Queda documentada una primera referencia al lugar de Valnegral en el Fuero de Madrid de 1202, en el que puede leerse: 

...Otro abrevadero en el vado Arenoso, desde la Torre de Abén Crespín hasta la cueva de Olmeda; y del Moral de la Almuina hasta Codo, bajo las casas; y otro donde se encuentra Rabudo en el Guadarrama. Del arroyo de Fonteforosa hasta el Soto de Pedro Glodio del Anora arriba, a donde quisieren. Y desde donde se encuentra el arroyo de Atocha en Valnegral hacia abajo.
Fuero Viejo de Madrid (1202)

Valnegral aparece también en varios documentos relacionado con la concesión o compra de terrenos en favor de la Orden de Calatrava en el año 1206, a pesar de la prohibición de Fernando III El Santo, relativa a las tierras del Concejo madrileño; y más tarde, en una cédula de Alfonso VII, fechada en 1126 donde el rey le da poderes al abad de Domingo de Silos para que comience a habitar el arrabal de la Villa, concediéndole además la administración de dos aldeas: Valnegral y Villanueva del Jarama.